# Całka Bode’go
Całka Bode’go lub całka wrażliwości Bode’go – termin z zakresu teorii sterowania wprowadzony przez Hendrika Wade Bode’go – dotyczy formuły, która określa ilościowo ograniczenia w sprzężeniu zwrotnym przy sterowaniu układami liniowymi o niezmiennych parametrach.
Niech {\displaystyle L} oznacza transmitancję pętli, a {\displaystyle S} niech będzie funkcją wrażliwości. Wówczas zachodzi następujący związek:
{\displaystyle \int _{0}^{\infty }\ln |S(i\omega )|d\omega =\int _{0}^{\infty }\ln \left|{\frac {1}{1+L(i\omega )}}\right|d\omega =\pi \sum Re(p_{k})-{\frac {\pi }{2}}\lim _{s\to \infty }sL(s),}
gdzie {\displaystyle p_{k}} są biegunami transmitancji {\displaystyle L} leżącymi w prawej półpłaszczyźnie płaszczyzny zespolonej (są to bieguny świadczące o niestabilności).
Jeśli transmitancja {\displaystyle L} ma co najmniej o dwa bieguny więcej niż zer i nie ma biegunów leżących w prawej półpłaszczyźnie płaszczyzny zespolonej (co świadczy o stabilności), to równanie można uprościć do postaci:
{\displaystyle \int _{0}^{\infty }\ln |S(i\omega )|d\omega =0.}
Równanie to pokazuje, że jeśli wrażliwość na zakłócenia ulega stłumieniu dla pewnego zakresu częstotliwości, to nieunikniony jest jej wzrost dla innego zakresu. Zjawisko to nazywane bywa efektem łóżka wodnego (ang. waterbed effect).